# Suffolk (Schiff, 1928)
HMS Suffolk war ein Schwerer Kreuzer der Kent-Klasse der Royal Navy, der hauptsächlich im Zweiten Weltkrieg eingesetzt wurde, bevor man ihn 1948 abwrackte.

## Geschichte

### Planung und Bau
Die Suffolk wurde am 30. November 1924 im Portsmouth Dockyard als Kreuzer der County-Klasse auf Kiel gelegt. Sie war Teil des ersten Bauloses dieser Klasse, das einige Unterschiede zu den später gebauten Schiffen aufwies. Dementsprechend wird dieses erste Baulos oft als eigene Untergruppe mit Kent-Klasse bezeichnet.
Die Schweren Kreuzer wurden unter den Beschränkungen des Flottenvertrages von Washington von 1922 entwickelt und sollten einen Wert 10.000 t.nl. Wasserverdrängung im Beladezustand der Standardverdrängung nicht überschreiten.
Die Suffolk lief am 16. Februar 1926 vom Stapel und wurde zwei Jahre später in Dienst gestellt.
Sie war das sechste Schiff der Royal Navy, das diesen Namen trug. Das Schiffsmotto lautete Nous Maintaindrons (deutsch: wir bewahren).

### China
Die Suffolk wurde drei Mal für je etwa zwei Jahre zur „China Fleet“ der Royal Navy abkommandiert. Während dieser Zeit erhielt sie 1932 ein Flugzeugkatapult auf den Aufbauten, unmittelbar achtern des hinteren Schornsteins. Ein Flugzeug des Typs Fairey Flycatcher oder ab 1934 ein Hawker Osprey konnten mit dem Katapult gestartet werden. Ein Hangar für das Flugzeug war jedoch nicht vorhanden.
Nach dem Tod des japanischen Admirals Tōgō im Juni 1934 beförderte sie Admiral Fredric Dreyer nach Yokohama, um an der Beisetzung teilzunehmen.
Der Schwere Kreuzer unter dem Kommando von Kapitän Errol Manners war als Flaggschiff der „China Fleet“ in Hongkong stationiert. Im Oktober 1934 erlitt die Suffolk beim Versuch, das in Seenot geratene Handelsschiff City of Cambridge der Ellerman Lines zu unterstützen, durch schwere See leichte Schäden an ihren Aufbauten. Der Frachter war im Sturm von der See auf das Pratas Riff geworfen worden und lag mit dem gesamten Kiel auf, die Schraube und das Ruder über dem Wasser. 104 Besatzungsmitglieder des Frachters wurden mit Booten zur Suffolk übergesetzt, die neben dem Riff in schwerer See Position hielt. Die Kommandierung der Suffolk endete am 29. März 1935.
Nach ihrer Rückkehr wurde das Schiff zur Überholung eingedockt.

### Modernisierung
Ab 1935 wurden umfassende Umbauten vorgenommen, um einerseits Konstruktionsschwächen der Schiffsklasse auszugleichen und andererseits das Schiff auf einen modernen Standard aufzurüsten. Zwischen dem Flugzeugkatapult und Turm „C“ wurde ein Hangar aufgesetzt und das Katapult selbst wurde durch eine neue Version ersetzt. Das Schiff konnte nun zwei Walrus-Aufklärungsflugzeuge einsetzen.
Ein etwa 10 cm dicker Gürtelpanzer aus einsatzgehärtetem Stahl wurde auf Länge der Maschinenräume auf Höhe der Wasserlinie an den Rumpfseiten eingezogen, das Achterdeck von Turm „D“ bis zum Heck um ein Deck abgesenkt.
Ein einzelnes Abwurfgestell für Wasserbomben wurde am Heck auf das Deck gesetzt. Die schweren 10,2-cm-L/45-Flugabwehrkanonen waren mit einem nach hinten offenen Schutzschild umschlossen.

### Beginn des Zweiten Weltkriegs
Etwa einen Monat nach dem Ausbruch der Feindseligkeiten erhielt Suffolk im Oktober 1939 ein Vorserienmodell des 79Z-Radars auf einem Dreibeinmast und die Unterkante des Bugs wurde verändert. Das Radargerät leistete bis zu 70 kW und war zur Entdeckung von Luftzielen entwickelt worden; es konnte unter optimalen Bedingungen ein Flugzeug in bis zu 100 Kilometern Entfernung orten.
Die Suffolk wurde zunächst ins Mittelmeer verlegt, aber bereits im November 1939 zurückgerufen und von Scapa Flow aus eingesetzt, um im Nordmeer zu patrouillieren. Am 2. Februar 1940 kollidierte sie mit dem Frachtschiff Misram und musste zur Reparatur eine Werft anlaufen. Sie kehrte Anfang April zurück und landete am 13. April Soldaten der Royal Marines auf den Färöer-Inseln im Rahmen der Operation Valentine.

### Operation Duck
Anschließend wurde sie mit vier Zerstörern abkommandiert, um ein Flugfeld, das deutsche Truppen bei Stavanger in Norwegen am 9. April besetzt hatten, zu beschießen. Am 17. April 1940 setzte der Kreuzer seine beiden Aufklärungsflugzeuge ein – einerseits, um das Flugfeld auszuspähen und andererseits, um der eigenen Artillerie während des Beschusses Korrekturdaten zu funken. Durch ungünstige Sichtverhältnisse an der Beobachtung gestört, lagen viele der 202 Granaten, die die Suffolk am frühen Morgen des 17. April mit ihrer 20,3-cm-Hauptartillerie verschoss, nicht auf dem Gelände des etwa 18.000 Meter entfernten Flugfeldes, sondern im Bereich einer Seeflugzeugbasis. Vier He 115 C und ein He-59-Wasserflugzeug wurden zerstört.
Um eine Gruppe deutscher Zerstörer abzufangen, die nördlich von einem britischen Aufklärer gemeldet worden waren, wurde die Suffolk von der Beschießung abgezogen und in Richtung dieses neuen Gegners geschickt. Der britische Verband wurde nun zunächst zum Ziel von Luftangriffen durch He-111-Bomber des Kampfgeschwaders 26 der deutschen Luftwaffe. Der Jagdschutz, den die Royal Air Force für die Schiffe stellen sollte, fand den britischen Schiffsverband jedoch nicht, sondern wurde in der Nähe des deutschen Flugfeldes in Luftkämpfe verwickelt und zog sich letztendlich zurück. So entschloss sich der Kommandant der Suffolk, den Einsatz abzubrechen und nach Scapa Flow zu laufen.
Mehr als 80 Fliegerbomben verfehlten ihr Ziel, jedoch traf eine von einer Ju 88A des Kampfgeschwaders 30 abgeworfene nahe Turm „C“ des Kreuzers. Sie durchschlug mehrere Decks, bevor sie zwischen einem der Maschinenräume und dem Magazin für die Treibladungen des Turms explodierte. Das gelagerte Kordit entzündete sich und eine Stichflamme schoss durch Turm und Maschinenraum. Beide achtere Hauptgeschütztürme fielen aus und eindringendes Wasser machte den Maschinenraum unbrauchbar, so dass die Geschwindigkeit auf 18 Knoten fiel. 32 Besatzungsmitglieder starben. Weitere Nahtreffer von Bomben schlugen Löcher in die Bordwände und rissen Seeverschlüsse ab, was weitere Flutungen erzeugte, so dass das Achterschiff komplett volllief.
Mit dem Achterdeck bereits teilweise vom Meer überspült, erreichte der Schwere Kreuzer am 18. Scapa Flow und musste anschließend bis Dezember zur Reparatur eingedockt werden.
Während der Reparatur erhielt das Schiff auch ein neues Radar vom Typ 274 auf dem Dach der Brücke. Das Gerät war zur Suche nach Zielen auf der Wasseroberfläche konstruiert, leistete 400 kW und hatte eine Reichweite von etwa 30 Kilometern.

### Bismarck

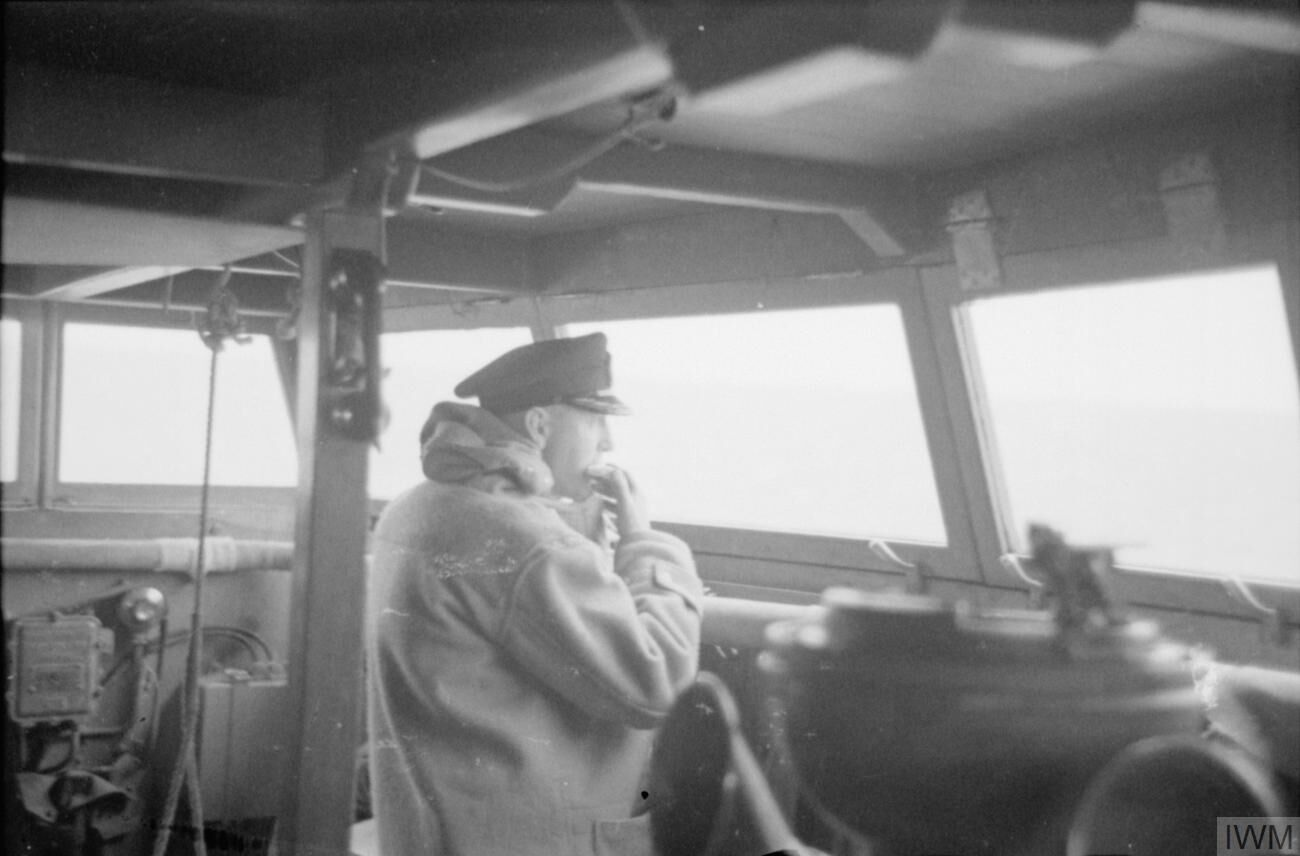
Der Kapitän der Suffolk 1941 beim Mittagessen auf der Brücke, während der Kreuzer die Bismarck beschattet.

1941 war die Suffolk Teil von Konteradmiral Frederic Wake-Walkers 1st Cruiser Squadron. Sie war gemeinsam mit ihrem Schwesterschiff Norfolk, auf der sich der Konteradmiral eingeschifft hatte, zum Patrouillendienst in der Dänemarkstraße eingeteilt. Die Suffolk sollte wegen ihrer besseren Radarausrüstung den nördlichen Teil der Meerenge überwachen, in dem die Störungen durch Treibeis größer waren, während ihr Schwesterschiff näher bei Island stand. Obwohl die Suffolk mit ihrem Radar theoretisch große Schiffe in einer Entfernung von bis zu 30 km orten konnte, war ihr Radar an einer ungünstigen Position montiert, bei der Störungen durch die Aufbauten des Schiffes einen toten Winkel an achtern erzeugten. So war es dann auch ein Seemann mit einem Fernglas, der am Abend des 23. Mai 1941 das deutsche Schlachtschiff Bismarck und den Schweren Kreuzer Prinz Eugen entdeckte, als sie nur noch 13 Kilometer von dem britischen Kreuzer entfernt waren. Kapitän Ellis befahl sofort, die Suffolk in eine Nebelbank zu steuern, um sie einem möglichen Angriff zu entziehen.
Die Suffolk setzte sich hinter die deutschen Schiffe und verfolgte sie nun mit ihrem Radar, darauf bedacht, außerhalb der Reichweite der weittragenden gegnerischen Geschütze zu bleiben. Die Positionsangaben, die der britischen Admiralität zum Heranführen kampfstarker Verbände von der Suffolk aus übermittelt wurden, konnten auf den deutschen Schiffen empfangen und entschlüsselt werden.
Der Schlachtkreuzer Hood und das Schlachtschiff Prince of Wales sollten auf Basis der Positionsmeldungen von der Suffolk den deutschen Verband abfangen. Jedoch verloren die Radarbediener an Bord der Suffolk die deutschen Schiffe für anderthalb Stunden in einem Schneesturm, so dass sich die schweren britischen Schiffe ohne exakte Informationen über dessen Position und Kurs dem Gegner nähern mussten und der ursprüngliche Angriffsplan nicht mehr durchführbar war. Im folgenden Gefecht in der Dänemarkstraße wurde die Hood versenkt und die Suffolk gezwungen, für kurze Zeit abzudrehen. Diesen Moment nutzte der deutsche Kommandeur, Admiral Günther Lütjens, und befahl der Prinz Eugen, sich unbemerkt abzusetzen.

### Nordmeer und erneute Modernisierung

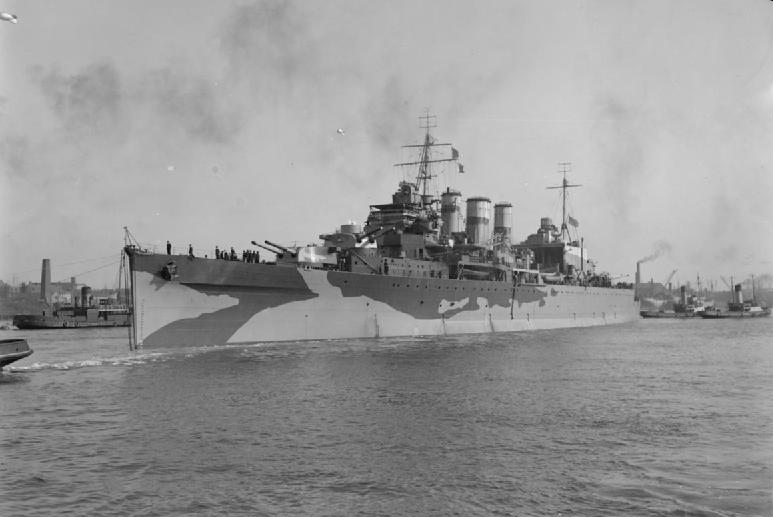
HMS Suffolk auf dem Fluss Tyne, 1942

Die Suffolk leistete nach der Versenkung der Bismarck weiter ihren Dienst im Nordmeer. Sie war Teil mehrerer Sicherungsgruppen von Nordmeergeleitzügen und begleitete britische Flugzeugträger bei ihren Einsätzen gegen Ziele in Norwegen.
Sie wurde erneut Mitte 1942 mit neuen Radargeräten ausgerüstet. Ein Typ 279 zur Oberflächensuche kam auf das Dach des Hangars und je eine Antenne des Typs 281 zur Luftsuche auf beide Mastspitzen. Anfang 1943 wurden diese Systeme durch ein Feuerleitradar für die Flugabwehr vom Typ 282 ergänzt.
Das Dach der Brücke wurde gepanzert und die Flugabwehr um sechs 20-mm-L/70-Oerlikon-Maschinenkanonen erweitert. Das Flugzeugkatapult wurde vom Schiff entfernt, der Aufbau mit dem Flugzeughangar wurde aber behalten.

### Pazifik
Im Mai 1943 verlegte die Suffolk in den Pazifik. Sie war dort in erster Linie zur Sicherung der alliierten Flugzeugträgerflotten eingesetzt und leistete Geleitschutzaufgaben für Frachtschiffe und Tanker.
Nach einer Überholung in Durban war sie im Oktober 1944 an der Beschießung der japanischen Garnison auf den Nikobaren, der Operation Millet, beteiligt und griff in der Folge auch japanische Einrichtungen auf Sumatra an.

### Ende
Am 6. Juli 1945 wurde sie zurückbeordert und in der Folgezeit eingesetzt, um Truppen zu transportieren. Diese Einsätze endeten im April 1946. Das Schiff wurde in Chatham aufgelegt, bis es 1948 zum Abwracken verkauft wurde. Die Verschrottung war im Januar 1949 abgeschlossen.